# Marcha de la Diversidad de Mérida
La Marcha de la Diversidad de Mérida es una manifestación del Orgullo LGBT que se realiza cada año, desde 2003 en la ciudad de Mérida, en el estado de Yucatán, en México, en busca de la visibilidad e igualdad de derechos para las poblaciones LGBT. 
Se destaca por haber sido organizada en origen por travesties, transformistas y drag queens. La Marcha de la Diversidad en Mérida es un movimiento civil que busca manifestarse en contra de la discriminación por orientación sexual, exigir condiciones dignas, igualdad de derechos, así como aumentar la visibilidad de las minorías LGBT; la cual se realiza cada año en la ciudad de Mérida, Yucatán. 

## Antecedentes
La primera marcha LGBT en México ocurrió en 1979, y aunque la lucha por los derechos LGBT+ habían avanzado, fue el cambio de régimen gubernamental (de la hegemonía de 70 años del PRI al PAN en las elecciones del año 2000) lo que permitió que ciudadanos regionales alzaran la voz.
En la zona de Yucatán la represión contra la comunidad LGBT era habitual, pese a que la existencia de prácticas homosexuales se remonta a la época maya. Si una pareja homosexual se sentaba en las plazas de Mérida, eran hostigados o extorsionados por la policía. Los únicos espacios seguros se encontraban dentro de pocos bares, discotecas, centros de espectáculos y antros repartidos por toda la península de Yucatán. Aunque todos estos establecimientos también eran perseguidos o extorsionados por el gobierno.
En uno de los operativos, el comediante transformista Hernán Novelo Ávila "Nani Namú" fue detenido por su aspecto y para retenerlo se le inventó un caso de posesión de drogas. El acto provocó que su pareja sentimental y compañero de espectáculos, Gonzalo Gabriel España "Mammie Blue" ideara una protesta en contra de la discriminación y el odio.

## La primera marcha
Consigna: "Nunca más seremos invisibles. Nunca más una sociedad que trate de evitarnos".
La preocupación a una detención provocó que Mammie Blue, presentara la marcha, en una conferencia de prensa dentro de una discoteca, como una forma de normalizar la presencia de la comunidad LGBT en la sociedad. La idea no era solo realizar la manifestación, sino que a lo largo de la semana después de la marcha, ocurriera una "Jornada de la Comunidad Gay" con conferencias y pláticas en torno a derechos humanos, respeto a la comunidad LGBT y prevención del VIH-SIDA.
Al adquirir visibilidad como movimiento social, Mammie Blue empezó a codearse amistosamente con los políticos yucatecos, lo que le permitiría presiones en favor de algunos derechos de la comunidad. Uno de ellos fue la permisividad de la alcaldesa Ana Rosas Payán que permitió que se celebrara la primera manifestación pese a la oposición de regidores como Raúl Castillo o Jorge Gamboa.
Así, la marcha de la diversidad en Mérida se realizó por primera vez el 28 de junio de 2003. Inició en el Parque de la Mejorada con rumbo a la Plaza Principal donde concluyó con un festival de eventos culturales. Los medios reportaron una asistencia aproximada de entre 100 y 300 personas. Al culminar, se cantó la canción "A quién le importa" de Alaska.
A diferencia del resto de marchas del país, esta tuvo lugar de noche debido al clima caluroso de Mérida. Además fue creada en origen por travestis, transformistas y drag queens dedicadas al mundo del espectáculo, cosa que no había ocurrido en México.

## Consolidación
En los años siguientes, Mammie Blue luchó por obtener el afamado Paseo Montejo, la avenida principal y más vistosa de la ciudad, para realizar la marcha. Desde que lo logró, el Paseo Montejo es sede de la marcha desde el Monumento a la Patria. 
En 2024 un grupo de personas no binarias anunciaron la primera Marcha Sáfica de Yucatán. Esta ocurrió el 8 de junio de 2024 con el fin de visibilizar a la diversidad (lesbianas, bisexuales, no binarias y trans) que siente amor por las mujeres. Esto en protesta del llamado pinkwashing (en donde las manifestaciones mexicanas cambiaron su nombre por "Prides" y fomentaron la participación de empresas, marcas y políticos que no se comprometen realmente con la diversidad).
En el año 2025, la Iglesia Episcopal San Lucas anunció su primera participación en el evento bajo el argumento de que "fe y diversidad pueden caminar de la mano".

## Legado
En 2009 el Congreso del Estado modificó la constitución para evitar los matrimonios entre personas del mismo sexo. Ante aquel acto, "Mammie Blue" anunció que revelaría los nombres de todos los congresistas LGBT+ que ocultaban su identidad en favor de un puesto político. Aunque la revelación no ocurrió, sería una presión para que la ley de matrimonio entre personas del mismo sexo se aprobará en 2013. El primer matrimonio en el estado entre Javier Carrillo y Ricardo Góngora se celebró en la discoteca Blue Namú, presidido por el juez Manuel Sosa, el 8 de agosto de 2013.
El movimiento LGBT en el estado de Yucatán es uno de los más importantes, siendo uno de los estados mexicanos que ha conseguido la legalización del matrimonio entre personas del mismo sexo.
Gonzalo España "Mammie Blue" , anunció su retiro de la organización de la marcha en 2011. Falleció repentinamente por complicaciones de diabetes el 11 de mayo de 2012. En 2014, la documentalista Eugenia Montalván Colón realizó el documentas "Don Mamie Blue" que narra la historia de Gonzalo España como activista LGBT+.
Durante la marcha se realizan desfiles, así como carros alegóricos y presentaciones artísticas en un escenario. Generalmente la marcha inicia en el Monumento a la Patria y finaliza en la Plaza Grande frente a la Catedral de San Ildefonso,a excepción del año 2024, que finalizó en el Parque de la Mejorada. 

## Canción oficial
En 2024, Yucatán se convirtió en el primer estado de México en tener una canción oficial para la Marcha de la Diversidad, titulada "Protagonistas" y siendo interpretada por el cantante mexicano VTO y la drag queen yucateca La Mont. 